# Notomys
Notomys — рід мишоподібних гризунів родини мишеві (Muridae). Представники роду поширені в Австралії, куди проникли з Азії близько 5 млн років тому. Вони здатні жити у жарких пустелях, фактично без води. Половина із відомих видів вимерла під час європейської колонізації. Причиною вимирання стало хижацтво ввезених в Австралію лисиць та кішок та конкуренція із кроликами та худобою.

## Класифікація
Рід містить 10 видів, серед яких 5 видів вважаються вимерлими:
- Notomys alexis
- †Notomys amplus
- Notomys aquilo
- Notomys cervinus
- Notomys fuscus
- †Notomys longicaudatus
- †Notomys macrotis
- Notomys mitchellii
- †Notomys mordax
- †Notomys robustus